# 迪基夫
50°42′44″N 25°58′20″E / 50.71222°N 25.97222°E

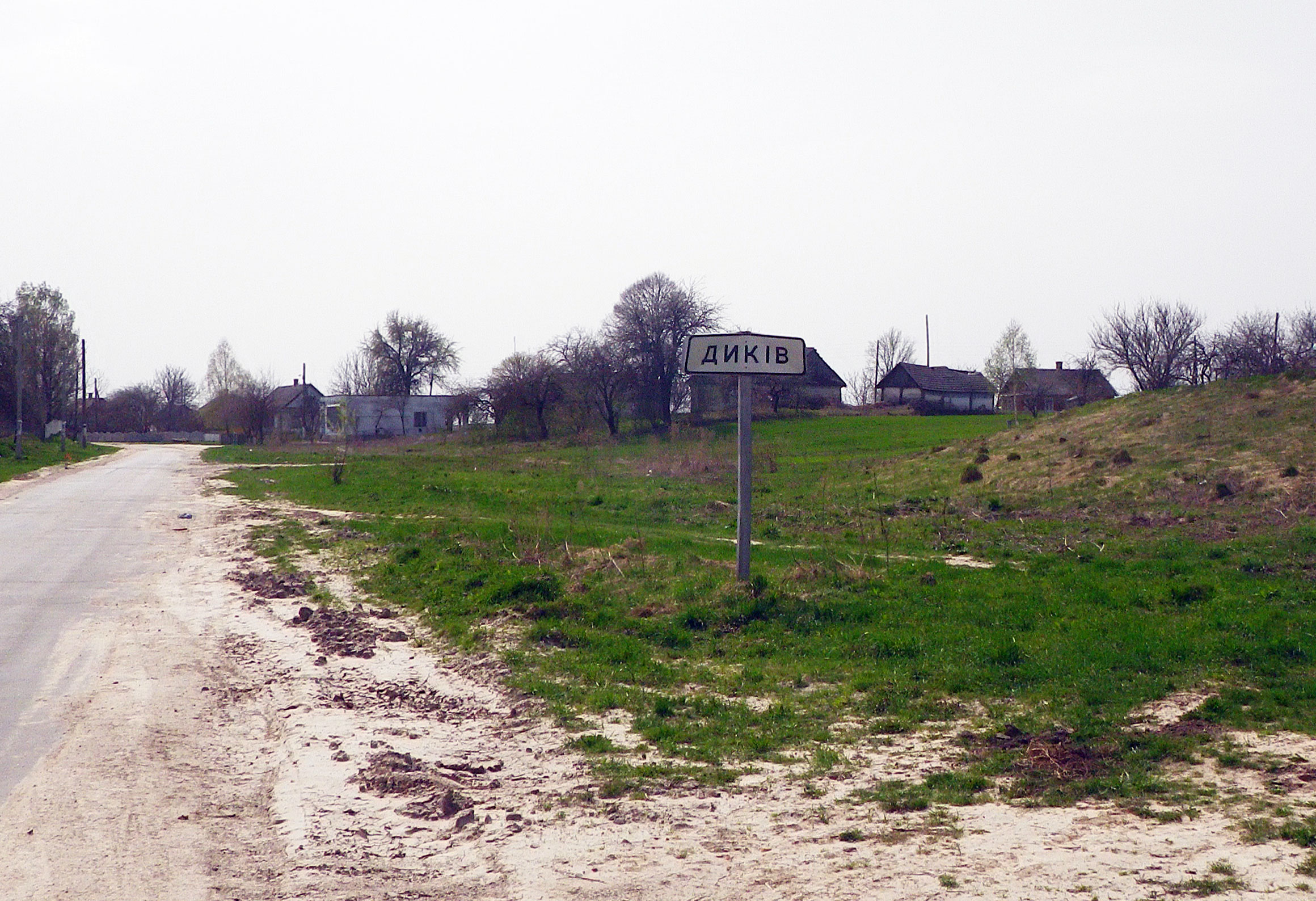
路牌

迪基夫（烏克蘭語：Диків），是烏克蘭西北部里夫内州里夫内区的村落。始建於1446年，面積0.57平方公里，海拔高度173米，2001年人口223，人口密度每平方公里391.2人。